# Seitengewehr Modell 42

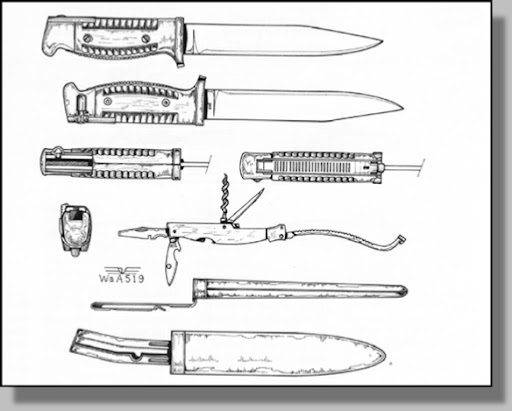
SG42 (Seitengewehr 42) technische Zeichnung der Bestandteile

Das Seitengewehr Modell 42 (auch Infanteriemesser 42, Kampfmesser 42) war ein Bajonett und Mehrzweckmesser der Wehrmacht.

## Geschichte
Entwickelt 1942 von den Wilhelm-Gustloff-Werken in Suhl und hergestellt von Carl Eickhorn in Solingen, sollte das „SG42“ das ursprüngliche Bajonett des Karabiners 98 ergänzen und ersetzen. Zwar war dieses grundsätzlich bewährt, jedoch gab es einen Mangel an Wirtschafts- und Gebrauchsmessern, die in der Regel privat beschafft wurden. Das „SG42“ wurde als Kampfmesser konzipiert, konnte jedoch auch als Bajonett aufgepflanzt werden.
Nach durchweg positiver Aufnahme mehrerer hundert Stück im Truppenversuch 1943 wurde die Serienproduktion durch Adolf Hitler genehmigt, sollte aber wegen des Aufwandes bei der Produktionsumstellung  erst nach dem Krieg beginnen. Im Jahr 1944 erteilte das Heereswaffenamt einen Auftrag über 10.000 Stück, die Fertigung lief an, wegen des Kriegsendes wurde jedoch nur eine geringe Zahl ausgeliefert.
Analog zur Entwicklung dieses Mehrzweckmessers setzte nach dem Krieg eine weltweite Entwicklung vom Bajonett als bloße Hieb- und Stichwaffe hin zum aufpflanzbaren Mehrzweckmesser (Säge, Drahtschneider) ein.

## Technische Daten
Die SG42 wurden größtenteils aus Blechprägeteilen hergestellt. Griffschalen und Scheide sind günstig und schnell zu produzierende, in Form gepresste Phenolharzteile. Die Klingenlänge betrug 179,5 mm, die Gesamtlänge 304 mm (317 mm mit Scheide).
Der Werkzeugsatz im Griff umfasste einen Schraubenzieher, Messer, Ahle und einen Korkenzieher. Der Schutzbügel des Griffes diente als Hülsenauszieher.